# 倫敦退休金管理局
倫敦退休金管理局（英語：London Pensions Fund Authority），屬於扮演主要本地政府退休金計劃角色，主要是在英國本地政府僱員，以及其他圍繞所有僱員。根據彭博資料，屬於「全球最大投資者」， 也有傳聞，在世界經濟發表中，受到全球氣象變化影響。
是在1989年設立，也是自從大倫敦議會在1986年解散後，當時是主管人體退休金運作。而過往曾管理退休金，也因為效益和責無旁貸而終止，包括內倫敦教育局和倫敦清算機構。

## 連結
- lpfa.org.uk （页面存档备份，存于）
- 本地政府退休金計劃